# 1974
Évszázadok: 19. század – 20. század – 21. század
Évtizedek: 1920-as évek – 1930-as évek – 1940-es évek – 1950-es évek – 1960-as évek – 1970-es évek – 1980-as évek – 1990-es évek – 2000-es évek – 2010-es évek – 2020-as évek
Évek: 1969 – 1970 – 1971 – 1972 –  1973 – 1974 – 1975 – 1976 – 1977 – 1978 – 1979

## Események

### Január
- január 26–27. – A Süddeutsche Zeitungban megjelenik a jugoszláv ellenzéki Praxis-kör filozófusainak „Vissza a sztálinizmushoz?” című írása a Jugoszláv Kommunisták Szövetségének (JKSZ) 1971 óta követett politikájáról.[1]

### Február
- február 2. – VI. Pál pápa Lékai László címzetes püspököt kinevezi esztergomi,[2] Kádár László Gábor püspököt veszprémi[3] apostoli kormányzóvá.
- február 21. – Jugoszláviában elfogadják a harmadik alkotmányt, amely kiszélesíti a tagköztársaságok és tartományok jogkörét, illetve önállóságát.

### Március
- március 4. – Londonban a munkáspárti Harold Wilson megalakítja második kormányát.[4]
- március 28. – Ion Gheorghe Maurert Manea Mănescu váltja fel a román kormányfői poszton.[5]

### Április
- április 24. – A csehszlovák szövetségi gyűlés törvényt fogad el a nemzetbiztonsági testületekről.[6]
- április 25. – Katonatisztek egy csoportja megdönti a fasiszta rezsimet Portugáliában.[7]

### Május
- május 14. - Willy Brandt szövetségi kancellár benyújtja lemondását.[8]
- május 14. - Magyarország és Mexikó kapcsolatai nagyköveti szinten újraéledtek a két ország által aláírt megállapodásnak köszönhetően.[9]
- május 14–15. – Csehszlovákia Kommunista Pártja (CSKP) Központi Bizottsága a tudományos és technikai forradalom eredményeinek a gazdaságban való felhasználásáról tárgyal. (A KB megállapítja, hogy el kell mélyíteni a CSKP és az értelmiség együttműködését.)[10]
- május 15. - Németországban elnökké választják Walter Scheelt.[11]</ref>
- május 16. - Németországban kancellárrá választják Helmut Schmidtet.[12]
- május 19. – Franciaországban elnökké választják Valéry Giscard d’Estaing-t.[13]
- május 27–30. – A JKSZ X. kongresszusa megerősíti a demokratikus centralizmus elvét.[14]

### Június
- június 22. – Megnyílt a chicagói Sears Tower és egyben a világ legmagasabb felhőkarcolója lett.
- június 26. – A NATO tagországok kormányfői találkoznak Brüsszelben, ahol aláírják az Atlanti Kapcsolatokról szóló nyilatkozatot.[15]

### Július
- július 3.
  - Szovjet–amerikai atomküszöb-szerződés a föld alatti atomrobbantások korlátozására.[16]
  - Az első magyarországi autópálya átadása.[17]
- július 20. – Törökország a török kisebbség védelmére hivatkozva lerohanja Ciprust és megszállja az ország északi harmadát.
- július 24. – Görögországban – a katonai junta bukása után – Konsztantinosz Karamanlisz negyedszer alakít kormányt.[18][19]

### Augusztus
- augusztus 9. – Lemond a Watergate-botrányba keveredett Richard Nixon az Egyesült Államok elnöke. Utódja az alelnök Gerald Ford lett.[20]
- augusztus 14. – A görög erőket kivonják a NATO integrált katonai szervezetéből.[15]

### Szeptember
- szeptember 12. – Hailé Szelassziét, Etiópia császárát megfosztják trónjától.
- szeptember 20. – Hamburgban megnyílik a Köhlbrandbrücke.[21]

### Október
- október 16. – Nicolae Ceauşescu beszédet mond "Kolozsvár fennállásának 1850. évfordulója" alkalmából; Kolozsvár román neve Cluj-Napoca lesz.[22]

### November

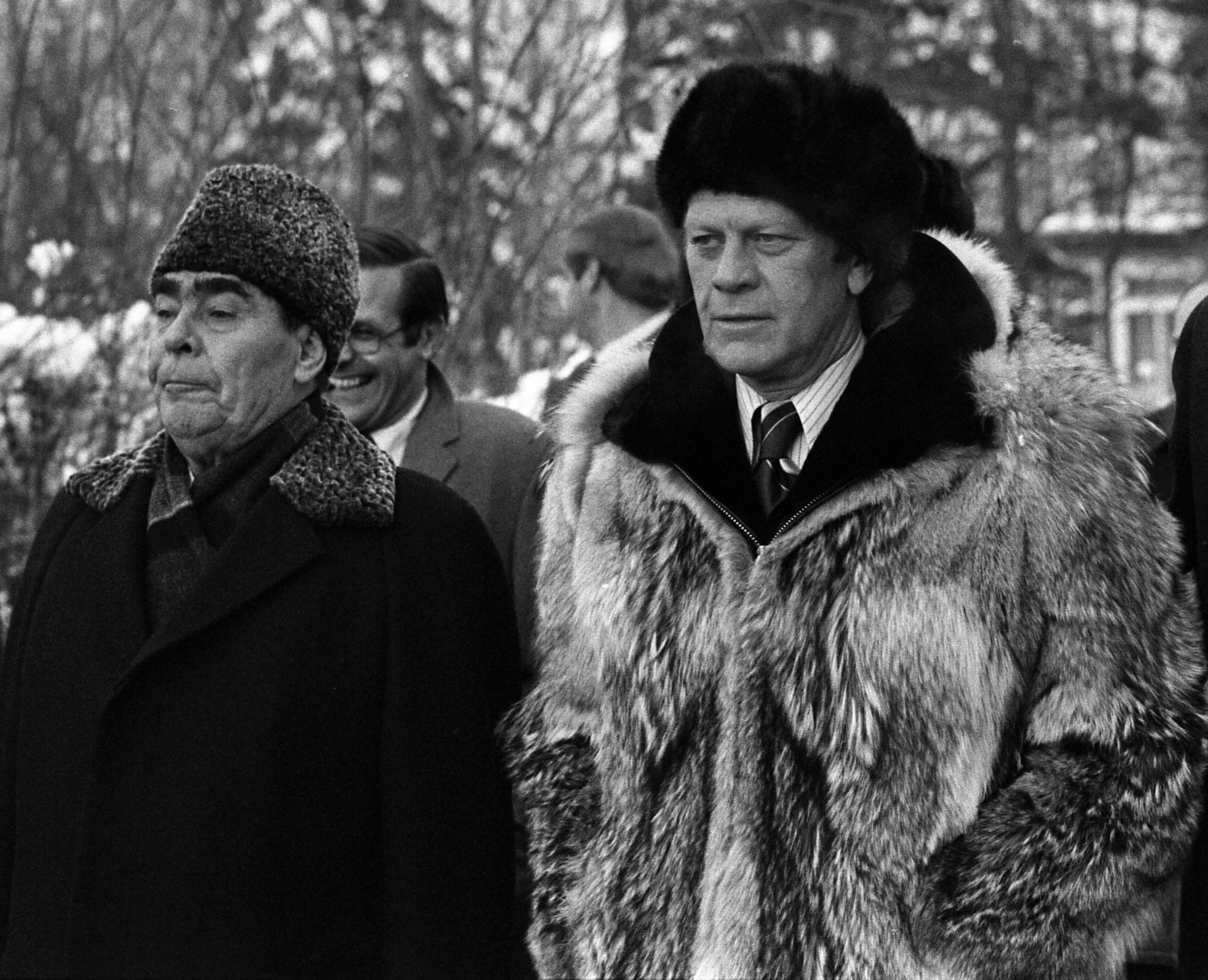
Ford és Brezsnyev találkozása Vlagyivosztokban

- november 23–24. – Gerald Ford amerikai elnök és Leonyid Brezsnyev szovjet főtitkár találkozik Vlagyivosztokban, ahol megállapodnak a hadászati atomeszközök további csökkentéséről.[15]
- november 24–27. – Az RKP XI. kongresszusa.[23]
- november 27–29. – A CSKP KB az olaj-növekedés okozta nehézségek leküzdéséről tárgyal. (Takarékossági intézkedéseket helyez kilátásba, és hatékonyabb munkát követel.)[24]

### December
- december 7. – Egy koncepciós perben két és fél év börtönre ítélik Kallós Zoltánt, a moldvai csángó-magyarság folklórjának kutatóját.[22]
- december 22. – A Comore-szigeteken tartott népszavazáson  a szavazók 95%-a a függetlenséget választja.[13]

### Határozatlan dátumú események
- az év folyamán –
  - Japánban megalkotják Hello Kittyt, a mára világszerte népszerűvé vált macskafigurát.[25]
  - Megjelenik a világ első szerepjátéka, a Gary Gygax és Dave Arneson nevéhez kapcsolódó Dungeons & Dragons.
  - Létrejön a jobboldali Gus Emunim (Hívők Blokkja) elnevezésű izraeli mozgalom, amely Ciszjordánia zsidó vallásos közösségekkel való betelepítését szorgalmazza.[26]
  - Bangladesben éhínség pusztít

## Az év témái

### 1974 a filmművészetben
- Egy hatás alatt álló nő – John Cassavetes
- Foglalkozása: riporter – Michelangelo Antonioni
- Az ígéret földje – Andrzej Wajda
- Magánbeszélgetés – Francis Ford Coppola
- A nagy Gatsby – Jack Clayton
- A szabadság fantomja – Luis Buñuel
- Szerelmesek románca – Andrej Szergejevics Koncsalovszkij
- Tükör (film) – Andrej Arszenyjevics Tarkovszkij
- Vörös kányafa – Vaszilij Makarovics Suksin
- Különben dühbe jövünk – Bud Spencer és Terence Hill

### 1974 az irodalomban
- február 13. – Alexandr Szolzsenyicin Nobel-díjas orosz írót kitoloncolják a Szovjetunióból.[27]
- Somlyó György – A mesék könyve (versek)

### 1974 a légi közlekedésben
- március 14. – Roissy-en-France-ban megnyílik a Charles de Gaulle repülőtér.[13]

### 1974 a sportban
- Emerson Fittipaldi (McLaren) nyeri a Formula–1-es világbajnoki címet.
- június 13.–július 7. A FIFA Labdarúgó világbajnokságot a hazai pályán játszó NSZK válogatottja nyeri. A döntőben: NSZK-Hollandia 2:1 (2:1) Gólszerzők: Breitner (11-esből), G.Müller, ill. Neeskens (11-esből)
- augusztus 17–30. – Havannában rendezték meg az első Amatőr ökölvívó-világbajnokságot.
- A Újpesti Dózsa nyeri az NB1-et. Ez a klub 15. bajnoki címe.

### 1974 a televízióban
- Október 20.: elindul a Derrick című sorozat.

### 1974 a tudományban
- november 24. Etiópiában feltárják Lucynak, egy 3,18 millió éves ősasszonynak a csontvázát.

### 1974 a vasúti közlekedésben
- július 17. – 1974-es váci vasúti baleset
- augusztus 30. – Zágrábi vonatkatasztrófa
- december 31. – Utolsó forgalmi nap a Hetényegyháza–Kerekegyháza-vasútvonalon.

### 1974 a zenében
- Megalakul a Fonográf együttes.
- Az Eurovíziós Dalfesztivált az ABBA együttes nyeri meg Waterloo című dalával.
- Kovács Kati lett Németországban az év énekesnője.
- A Skorpió nevű „supergroup” első albumával megkezdődik a hard rock magyarországi térhódítása

#### Fontosabb külföldi nagylemezek
- Aerosmith: Get Your Wings Tour
- Genesis: The Lamb Lies Down on Broadway
- Bee Gees: Mr. Natural
- Billy Joel: Streetlife Serenade
- Carole King: Wrap Around Joy
- Cher: Dark Lady
- Kovács Kati: Kati Kovács
- Queen: Queen II (március 8.) és Sheer Heart Attack (november 8.)
- Donna Summer: Lady of the Night
- Deep Purple: Burn és Stormbringer
- Eric Clapton: 461 Ocean Boulevard
- Joe Cocker: I Can Stand a Little Rain
- Elvis Presley: Good Times
- Frank Sinatra. Some Nice Things I've Missed
- Fleetwood Mac: Heroes Are Hard to Find
- The Rolling Stones: It’s Only Rock ’n’ Roll
- Bob Dylan: Before the Flood
- Ike & Tina Turner: The Gospel According to Ike & Tina / Sweet Rhode Island Red
- John Lennon: Walls and Bridges
- George Harrison: Dark Horse
- David Bowie: Diamond Dogs
- The Jackson 5: Dancing Machine
- REO Speedwagon: Lost in a Dream
- Ricchi e Poveri: Penso sorrido e canto
- Suzi Quatro: Quatro
- Supertramp: Crime of the Century
- Tina Turner: Tina Turns the Country On!
- The Rolling Stones: It's Only Rock'n Roll
- King Crimson: Red
- The Rubettes: Wear it's at
- Emerson, Lake & Palmer: Welcome Back My Friends to the Show That Never Ends
- King Crimson: Starless and Bible Black
- Mike Oldfield: Hergest Ridge

#### Fontosabb magyar nagylemezek
- Fonográf: Fonográf I.
- Koncz Zsuzsa: Gyerekjátékok
- Korda György: Mondd, hogy szép volt az este
- Kovács Kati: Kovács Kati és a Locomotiv GT

## Születések

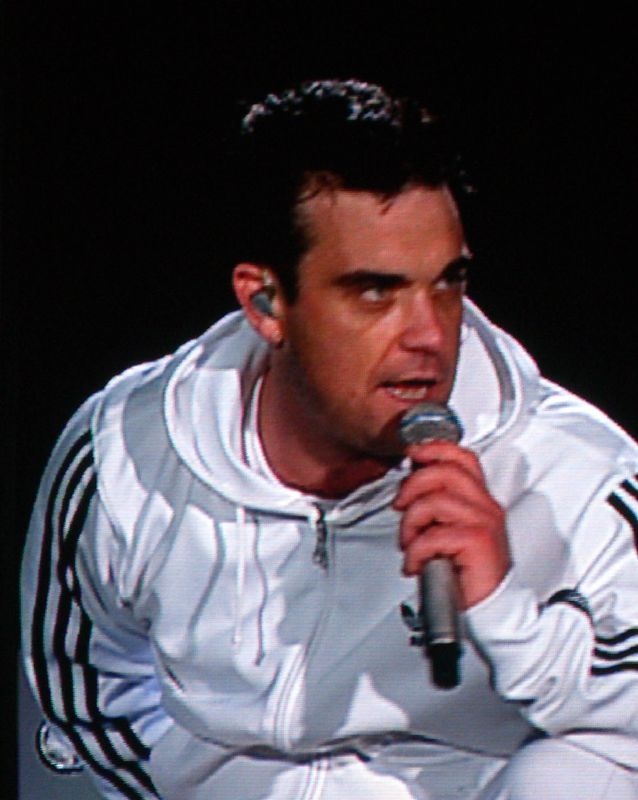
Robbie Williams

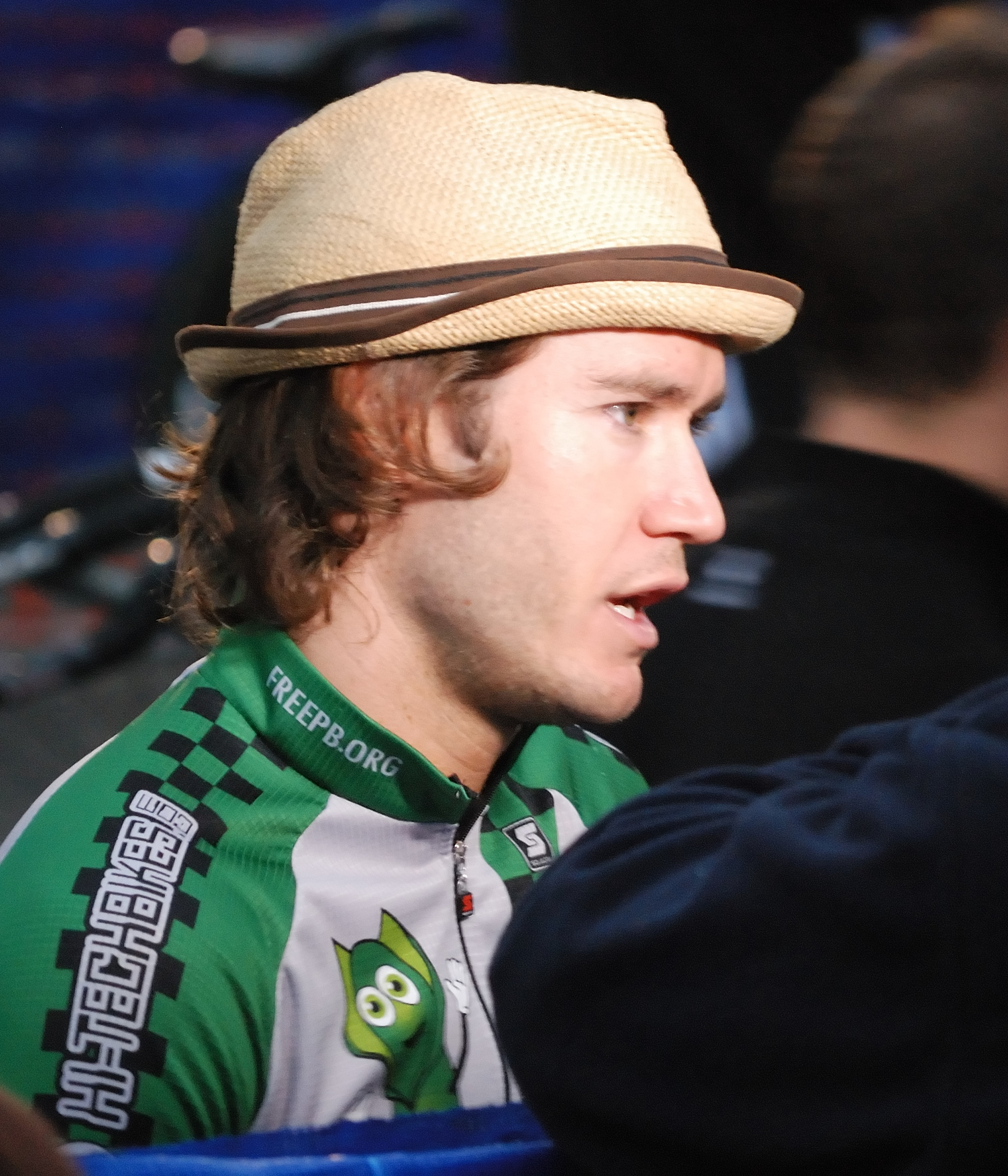
Mark-Paul Gosselaar

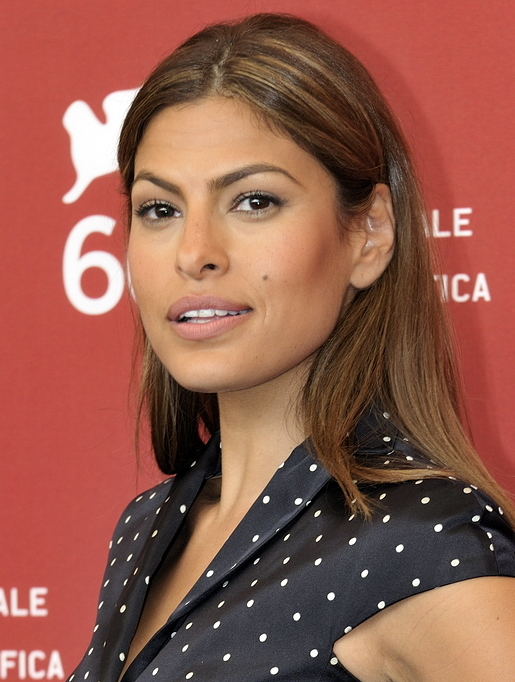
Eva Mendes

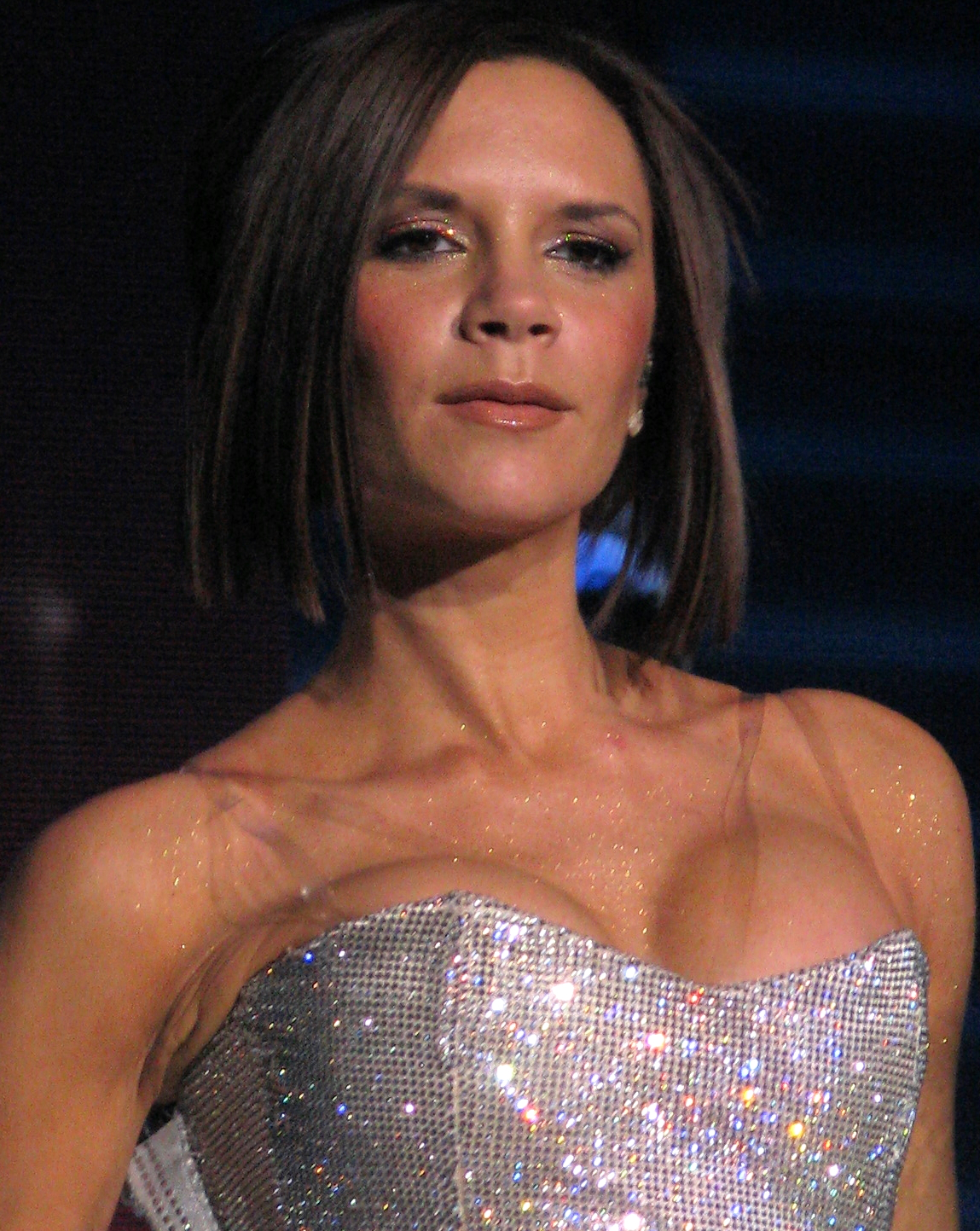
Victoria Beckham

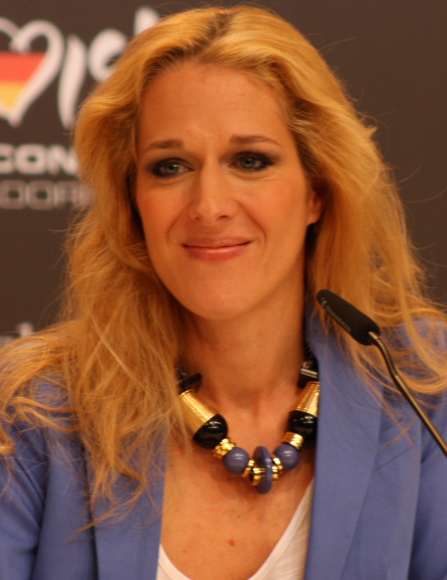
Wolf Kati

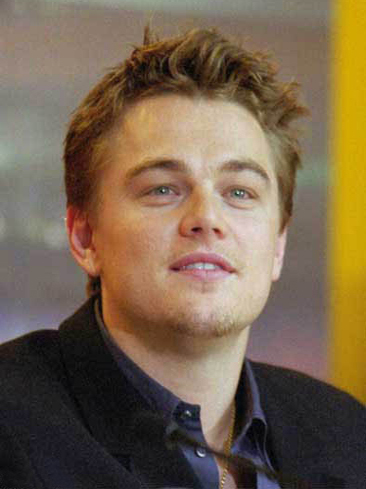
Leonardo DiCaprio

- január 1. – Szabó P. Szilveszter színész
- január 3. – Agócs Judit színésznő, 2001 óta a Győri Nemzeti Színház tagja
- január 4. – Gáspár Győző cigány származású magyar „showman”, művésznevén „Győzike”, a Győzike show című „realitykomédia” főszereplője, egykori előadó, a Romantic együttes alapítója.
- január 16. – Kate Moss angol modell
- január 30. – Christian Bale angol színész
- január 30. – Mesterházy Attila magyar politikus
- január 31. – Buzás Attila labdarúgó
- február 7. – Bartos Erika író, építészmérnök
- február 13. – Robbie Williams angol énekes
- február 17. – Jerry O’Connell amerikai színész
- február 17. – Edvin Marton, magyar hegedűs és zeneszerző
- február 20. – Vera Iljina orosz műugrónő
- február 22. – James Blunt angol énekes
- február 25. – Dobó Kata színésznő
- február 26. – Sébastien Loeb francia autóversenyző, nyolcszoros ralivilágbajnok
- március 1. – Mark-Paul Gosselaar amerikai színész
- március 5. – Eva Mendes amerikai színésznő
  - Roatis Andrea – magyar szinkronszínésznő
- március 6. – Szerhij Rebrov ukrán labdarúgó
- március 7. – Jenna Fischer amerikai színésznő
- március 11. – Turi Géza magyar labdarúgó
- március 15. – Dmitrij Szautyin orosz műugró
- március 20. – Dopeman magyar rapper
- április 7. – Gubás Gabi magyar színésznő
- április 7. – Lendvai Miklós válogatott magyar labdarúgó († 2023)
- április 11. – Deutsch Anita színésznő
- április 17. – Victoria Beckham angol énekesnő
- április 22. – Böhm Anita magyar színésznő
- április 23. – Barry Watson, amerikai színész (a „7th Heaven” Matt Camdenje)
- április 25. – Szabó Judit színésznő
- április 28. – Penélope Cruz spanyol színésznő
- május 14. – Keram Malicki-Sánchez, kanadai színész
- május 20. – Póka Angéla, énekesnő
- május 22. – Ónodi Henrietta olimpiai bajnok tornász
- május 31. – Erdei Zsolt világbajnok ökölvívó
- június 1. – Alanis Morissette kanadai énekesnő
- június 5. – Chad Allen, amerikai színész
- június 7. - Bear Grylls (túlélő)
- június 13. – Debreczeni Dezső magyar kick-box versenyző, 7-szeres világ- és 8-szoros Európa-bajnok
- június 17. – Dombóvári Vanda műsorvezetőnő
- július 1. – Makszim Szusinszkij, orosz jégkorongozó
- július 3. – Stephan Luca német színész
- július 13. – Jarno Trulli olasz Formula–1-es versenyző
- július 14. – Märcz Tamás olimpiai bajnok vízilabdázó
- július 16. – Valkó Eszter műsorvezetőnő
- július 18. – Bratkó József műsorvezető
- július 20. – Simon Rex, amerikai színész
- július 30. – Hilary Swank amerikai színésznő
- július 30. – Emilia Fox angol színésznő
- augusztus 14. – Christopher Gorham amerikai színész
- augusztus 16. – Egerszegi Krisztina olimpiai bajnok úszó
- augusztus 19. – Szergej Nyikolajevics Rizsikov orosz űrhajós
- augusztus 20. – Misha Collins amerikai színész
- szeptember 1. – Ricsi Bohóc magyar bohóc
- szeptember 9. – Hujber Ferenc magyar színész
- szeptember 10. – Ryan Phillippe amerikai színész
- szeptember 11. – Orlando Duque világbajnok kolumbiai szupertoronyugró
- szeptember 12. – Horkay Péter színművész
- szeptember 12. – Parti Nóra magyar színésznő
- szeptember 17. – Raphaël Fejtö francia színész, író, forgatókönyvíró, filmrendező
- szeptember 18. – Sol Campbell angol labdarúgó
- szeptember 24. – Wolf Kati magyar énekesnő
- szeptember 25. – Cser-Palkovics András magyar politikus, Székesfehérvár polgármestere
- október 12. – Zádory Édua hegedűművész
- október 22. – Kónya Ákos magyar ultramaratoni futó
- október 24. – Puzsér Róbert magyar publicista, politikus, kritikus, rádiós, televíziós, rendezvény, és web műsorkészítő, médiaszemélyiség, YouTuber, egyetemi előadó, stand-up tragikomikus
- október 26. – Schindler Szabolcs magyar labdarúgó, jelenleg a Kecskeméti TE játékosa
- október 28. – Joaquin Phoenix amerikai színész
- november 4.
  - Louise (Louise Elizabeth Redknapp) brit énekesnő
  - Rába Roland magyar színművész
- november 9. – Alessandro Del Piero olasz labdarúgó
- november 11. – Leonardo DiCaprio amerikai színész
- november 16. – Paul Scholes angol labdarúgó
- november 18. – Chloë Sevigny amerikai színésznő
  - Heincz Gábor – magyar énekes
- november 27. – Polgár Zsófia sakkozó
- november 30. – Judy magyar énekesnő, a Groovehouse együttes tagja
- december 1. – Costinha portugál labdarúgó
- december 2. – Pokrivtsák Mónika műsorvezető
- december 12. – Bernard Lagat amerikai sprinter
- december 17. – Giovanni Ribisi amerikai színész
- december 20. – Mátyus János magyar labdarúgó
- december 23. – Imre Géza magyar párbajtőröző
- december 27. – Tóth Mihály labdarúgó, csatár
- december 30. – Zsédenyi Adrienn magyar énekesnő
- december 31. – Mario Aerts belga kerékpározó

## Halálozások

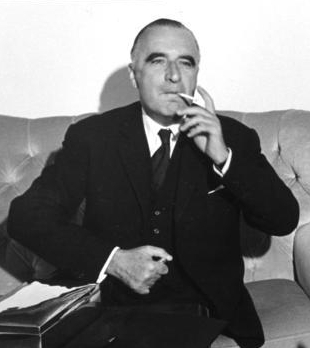
Georges Pompidou

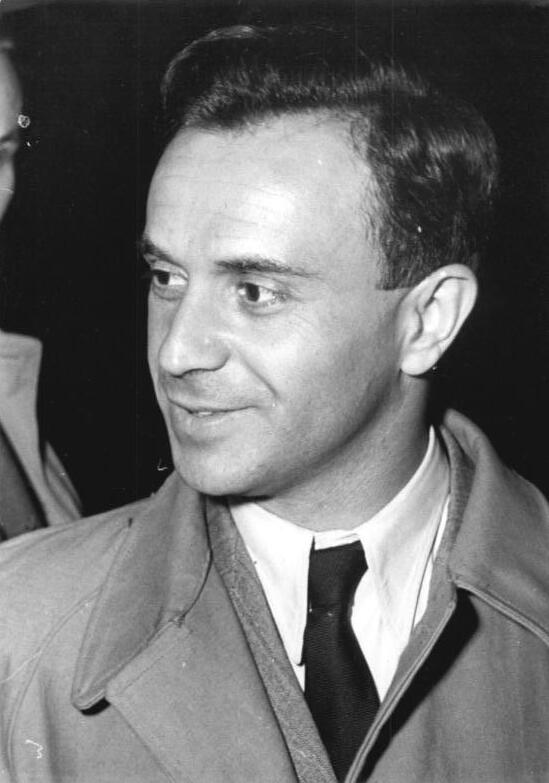
Urbán Ernő

- január 5. – Illés Béla író újságíró (* 1895)
- január 6. – Slachta Margit szerzetes, feminista politikus, az első magyar női országgyűlési képviselő (* 1884)
- január 15. – Tasnádi Sándor tisztviselő, miniszterhelyettes (* 1904)
- január 16. – Almár György építész, iparművész, festő, grafikus (* 1895)
- január 17. – Glancz Sándor négyszeres világbajnok asztaliteniszező (* 1908)
- január 29. – Várady László magyar gyógyszerész, jogász, kormányfőtanácsos, országgyűlési képviselő (* 1895)
- február 2. – Lakatos Imre, matematikus (* 1922)
- február 5. – Gáldi László magyar nyelvész, irodalomtörténész, műfordító, szótárszerkesztő (* 1910)
- február 6. – Ács Tivadar történész, újságíró (* 1901)
- február 10. – Kölcsey István magyar földbirtokos, jogász, országgyűlési képviselő (* 1893)
- március 5. – Bálint Lajos magyar kritikus, író, dramaturg, műfordító (* 1886)
- március 8. – Koszorús Ferenc magyar katona (* 1899)
- március 18. – Mészöly Gyula MTA tagja, biológus, Kossuth-díjas növénynemesítő.(* 1910)
- április 2. – Georges Pompidou francia politikus[13] (* 1911)
- április 18. – Marcel Pagnol francia író, filmrendező (* 1895)
- április 20. – Peter Lee Lawrence színész (* 1944)
- április 23. – Uhlyárik Jenő olimpiai ezüstérmes vívó, sportvezető, honvédtiszt (* 1893)
- április 27. – Csanádi György magyar közlekedésmérnök, szakpolitikus, közlekedésügyi miniszter (* 1905)
- április 30. – Szécsi Pál magyar énekes (* 1944)
- május 7. – Csorba Antal magyar ügyvéd, országgyűlési képviselő (* 1897)
- május 24. – Duke Ellington amerikai zenész (* 1899)
- május 31. – Karácsony János festőművész (* 1899)
- június 18. – Georgij Konsztantyinovics Zsukov orosz-szovjet hivatásos katona, a Szovjetunió marsallja, a Vörös Hadsereg vezérkari főnöke, az SZKP KB tagja, honvédelmi miniszter (* 1896)
- június 24. – Lánczos Kornél matematikus, fizikus (* 1893)
- július 1. – Juan Domingo Perón argentin politikus (* 1895)
- július 4. – Szundy Jenő kertészeti szakíró (* 1883)
- július 6. – Aladár Paasonen finn–magyar származású ezredes. A téli háború alatt a finn főhadiszállás felderítőegységének parancsnoka volt (* 1898)
- július 15. – Amsel Ignác, labdarúgó (* 1899)
- július 16. – Kilián József magyar munkás, építőipari miniszterhelyettes (* 1915)
- július 24. – James Chadwick Nobel-díjas angol fizikus, a neutron felfedezője (* 1891)
- július 29. – Erich Kästner német író, költő (* 1899)
- augusztus 2. ‑ Czipri Éva költő (* 1943)
- augusztus 8. ‑ Kaszás Ferenc, vezérőrnagy, honvédelmi miniszterhelyettes (* 1922)
- augusztus 10. – Bárdos Artúr magyar szerző, színházi író, műfordító, igazgató (* 1882)
- szeptember 4. – Creighton Abrams amerikai tábornok, a vietnámi háború során az amerikai csapatok parancsnoka volt 1968 és 1972 között (* 1914)
- szeptember 19. – Urbán Ernő író, újságíró (* 1918)
- október 2. – Vaszilij Makarovics Suksin orosz író, színész, filmrendező (* 1929)
- október 3. – Kutasy Viktor magyar erdőmérnök (* 1901)
- október 9. – Oskar Schindler német gyáros (* 1908)
- október 23. – Lengyel Menyhért író (* 1880)
- október 24. – David Fjodorovics Ojsztrah hegedűművész (* 1908)
- november 9. – Holger Meins nyugatnémet dokumentumfilmes, radikális baloldali terrorista, a Vörös Hadsereg Frakció tagja (* 1941)
- november 13. – Vittorio De Sica olasz filmrendező (* 1901)
- november 13. – Karinthy Gábor magyar költő (* 1914)
- november 14. – Orosz Iván lapszerkesztő, költő, novellista (* 1902)
- november 19. – Majczen Mária Jászai Mari-díjas magyar színésznő (* 1937)
- november 21. – Frank Martin svájci zeneszerző (* 1890)
- november 25. – U Thant ENSZ főtitkár (* 1909)
- november 27. – Zelcsényi Géza magyar földmérő mérnök, feltaláló, informatikus (* 1901)
- december 1. – Zilahy Lajos író (* 1891)
- december 25. – Abai György építészmérnök (* 1925)
- december 26. – Csorba Géza szobrászművész (* 1892)
- december 26. – Jack Benny a színpad, a vászon, az éter és a képernyő sztárja (* 1894)

## Nobel-díjak
| Fizikai            | Martin Ryle, Antony Hewish                           |
| Kémiai             | Paul Flory                                           |
| Orvosi-fiziológiai | Albert Claude, Christian de Duve, George Emil Palade |
| Irodalmi           | Eyvind Johnson, Harry Martinson                      |
| Béke               | Seán MacBride, Szató Eiszaku                         |
| Közgazdasági       | Gunnar Myrdal, Friedrich von Hayek                   |